# Nothing for Free
Nothing for Free è un singolo del gruppo musicale australiano Pendulum, pubblicato il 17 settembre 2020 come secondo estratto dal secondo EP Elemental.

## Descrizione
Il brano è stato menzionato per la prima volta da Rob Swire nel gennaio 2020, venendo presentato dal vivo il 12 febbraio durante la data del Pendulum Trinity a Perth. Lo stesso Swire ha spiegato come il testo rifletta appieno la situazione che la gente si è trovata a vivere a causa della pandemia di COVID-19 sebbene sia stato scritto prima di tale evento.

## Video musicale
Il video, reso disponibile il 18 settembre 2020, è stato diretto da Lewis Cater e mostra sia Swire cantare il brano sia un'animazione in cui dei conigli subiscono una pandemia di mixomatosi.

## Tracce
1. Nothing for Free – 3:03

## Classifiche
| Classifica (2020)              | Posizione massima |
| ------------------------------ | ----------------- |
| Stati Uniti (dance/electronic) | 38                |